# 幕張灣城

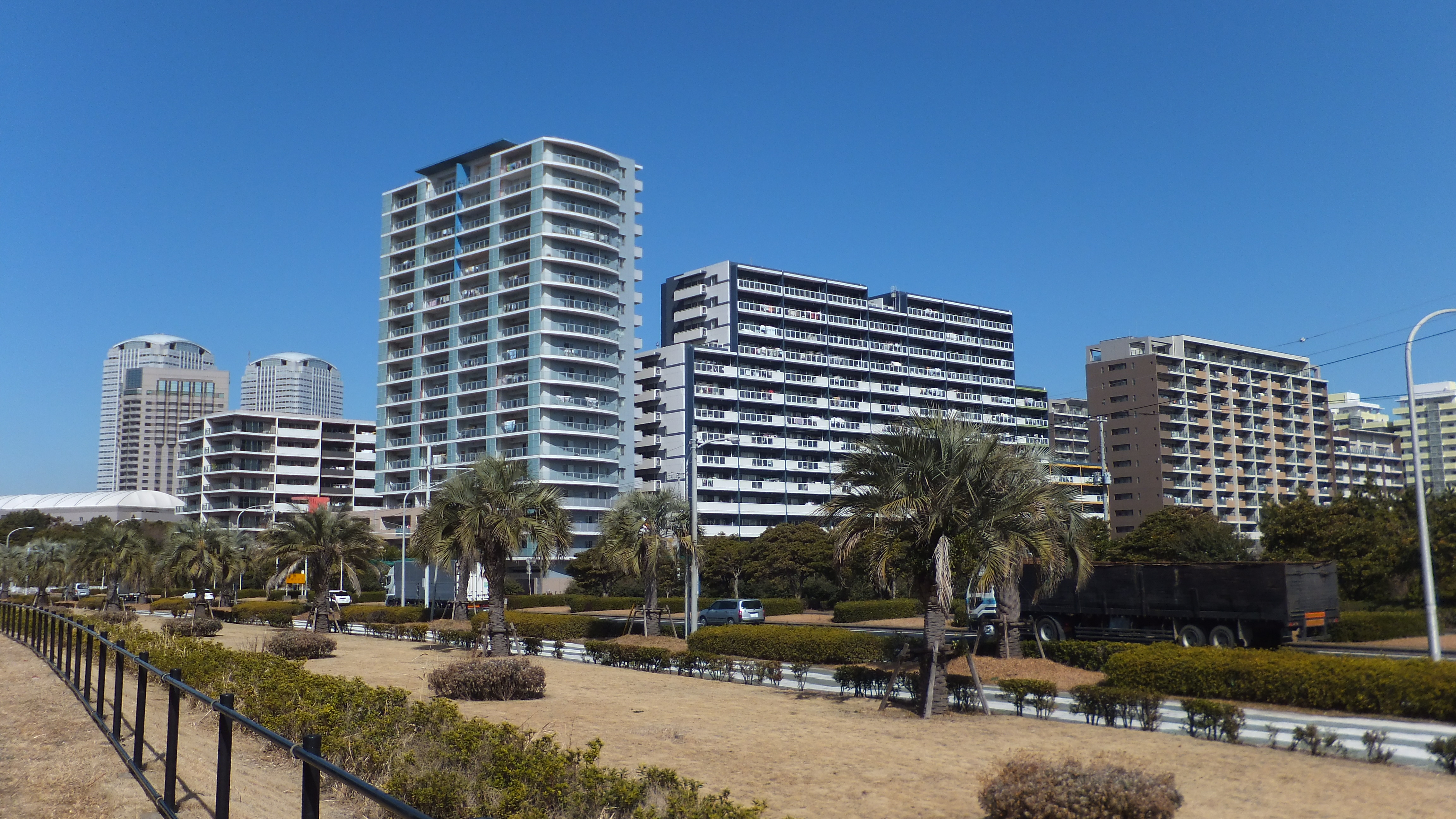
幕張灣城

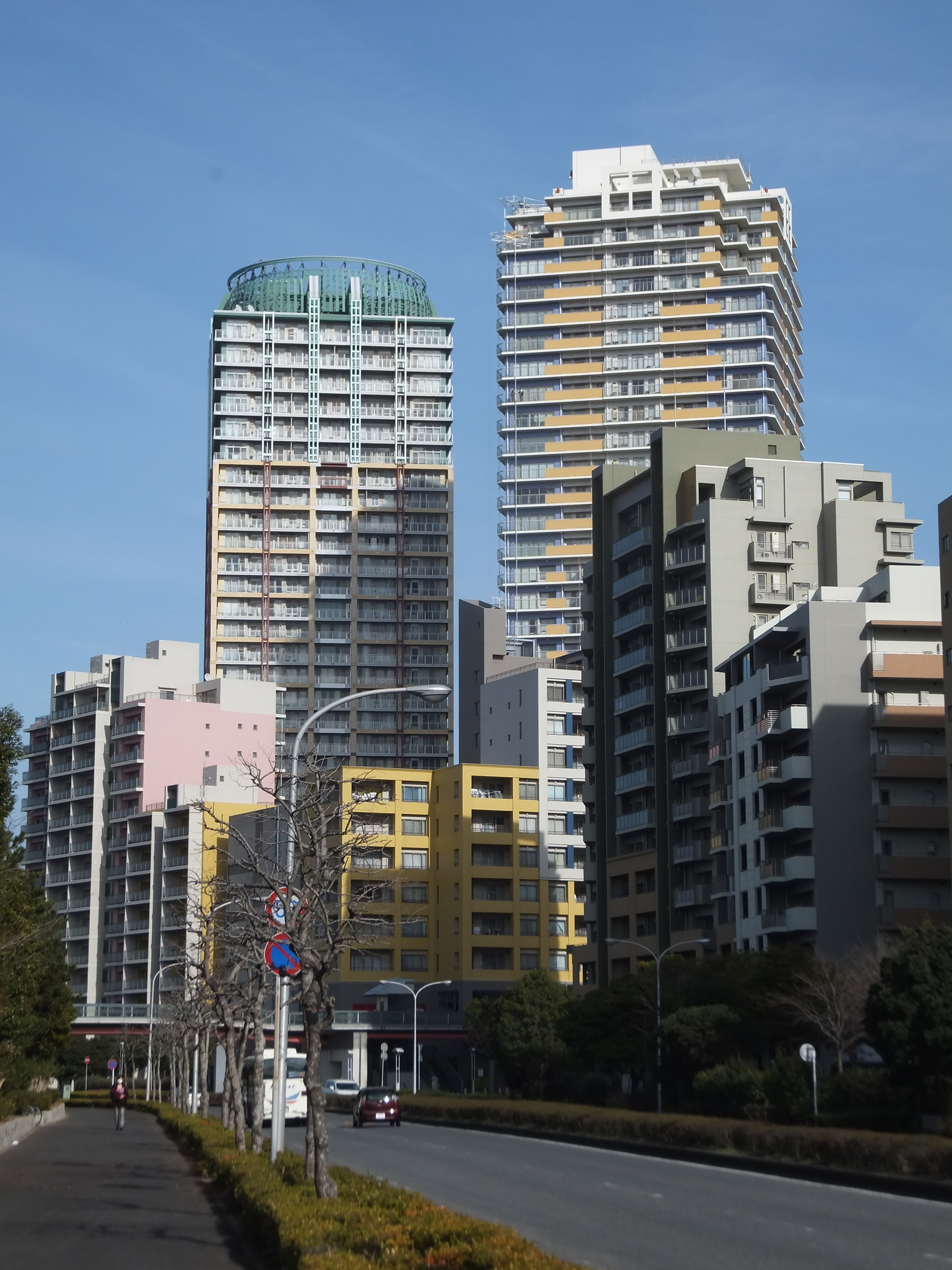
幕張灣城

幕張灣城（日语：／）是千葉縣千葉市美濱區（幕張A地區）打瀨的集合住宅群。1995年起開始入住。
幕張灣城採取歐洲風格設計，不設電線桿，並使用廢棄物空氣輸送系統。

## 主要設施

### 住宅設施
- Patios（パティオス）1 - 22番街（史蒂芬·霍爾等設計）
- Patios Avanse（パティオスアバンセ）
- Patios Eristo（パティオスエリスト）
- Patios Grand AXIV（パティオスグランアクシブ）
- Patios Grand Exia（パティオスグランエクシア）
- Grand Patios公園東之街（グランパティオス公園東の街）
- Grand Patios公園西之街（グランパティオス公園西の街）
- Mirario（ミラリオ）
- Central Park East（セントラルパークイースト）
- Central Park West（セントラルパークウエスト）
- Marine Fort（マリンフォート）
- Miramar（ミラマール）
- 幕張South Court（幕張サウスコート）
- City's Fort（シティズフォート）
- First Wing（ファーストウイング）
- Buena Terraza（ブエナテラーサ）
- 幕張Beach Terarace（幕張ビーチテラス）
- 幕張Aqua Terarace（幕張アクアテラス）（總合監修曾根幸一（日语：曽根幸一），街區全體都市設計大村虔一（日语：大村虔一），外構設計曾根幸一與石嶋壽和。4棟住宅設計為杉山寛紀、日高正之、秋元和雄）

### 公共、教育設施

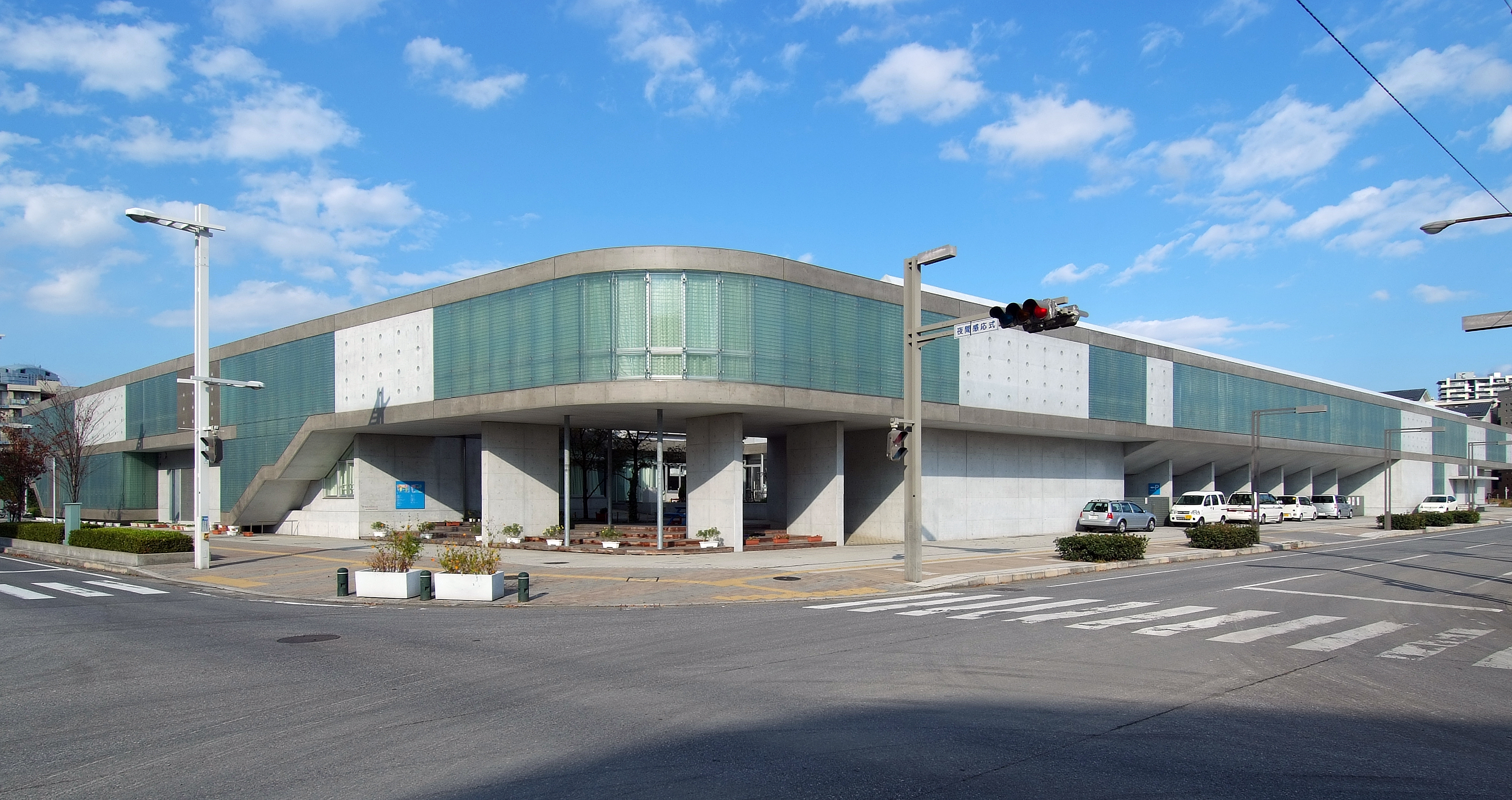
千葉市立美濱打瀨小學校

- 幕張Bay Town Core（日语：幕張ベイタウン・コア）（高谷時彦設計）
- 幕張勤勞市民廣場（幕張勤労市民プラザ）
- 打瀨保育園
- 未來（みらい）保育園
- 千葉市立打瀨小學校（日语：千葉市立打瀬小学校）（小嶋一浩、小泉雅生（日语：小泉雅生）設計）
- 千葉市立海濱打瀨小學校（日语：千葉市立海浜打瀬小学校）
- 千葉市立美濱打瀨小學校（日语：千葉市立美浜打瀬小学校）
- 千葉市立打瀨中學校（日语：千葉市立打瀬中学校）（山下和正建築研究所設計）

### 其他
- 美濱消防署打瀨出張所
- 幕張綠色中心（幕張クリーンセンター）
- 幕張灣城廣場（幕張ベイタウンプラザ）
- 幕張地區導覽。 （页面存档备份，存于）
  - 探索幕張地區的綜合地區資訊網站。記載餐廳與美食、旅館、踏青景點等多樣資訊。

## 其他
灣城內的富士見通與展覽館大通（メッセ大通り）在2005年11月20日舉行千葉羅德海洋奪冠遊行。奪冠遊行起點的富士見通在2006年以居住此地的總監督巴比·瓦倫泰之名改為瓦倫泰通（バレンタイン通り）。此外，美濱步道（美浜プロムナード）與打瀨北通、展覽館大通在2010年11月21日舉行千葉羅德海洋奪冠遊行。

## 関連項目
- 海濱新市鎮（日语：海浜ニュータウン）
- 幕張新都心